# Grande Rivière du Nord (vattendrag)
Grande Rivière du Nord är ett vattendrag i Haiti. Det ligger i den norra delen av landet, 140 km norr om huvudstaden Port-au-Prince.